# Théâtre espagnol
Ne doit pas être confondu avec Teatro Español.
Le théâtre espagnol est particulièrement actif à partir du milieu du XVIe siècle juqu'à la fin du XVIIe siècle, durant le Siècle d'or espagnol.
Il s'ouvre aux classes populaires sous la République (1931-1936), avec des troupes comme La Barraca de Federico García Lorca avant de subir la dictature franquiste (1939-1975) après la guerre d'Espagne. Sous la Transition démocratique, le théâtre espagnol connaît un nouvel essor, parallèlement aux scènes théâtres des autres pays d'Europe.

## Histoire du théâtre en Espagne
- Archéologie romaine en Ibérie : Théâtres romains en Espagne, Ensemble archéologique de Mérida, Théâtre romain de Tarragone
- Théâtre espagnol médiéval (es)
- Théâtre espagnol du Siècle d'Or (es)
- Théâtre romantique en Espagne (es)
- Théâtre espagnol de la première moitié du XXe siècle (es)
- Théâtre espagnol de la seconde moitié du XXe siècle (es)
- Théâtre indépendant en Espagne (es)
- Théâtre d'Espagne par communauté indépendante (es)

## Dramaturges espagnols

### Théâtre classique
- Pedro Calderón de la Barca
- Miguel de Cervantes
- Ramón de la Cruz
- Lope de Vega
- Tirso de Molina
- Fernando de Rojas
- Juan Ruiz de Alarcón y Mendoza
- José Zorrilla
- Dramaturges espagnols du XVe siècle (es) (4)
- Dramaturges espagnols du XVIe siècle (es) (55)
- Dramaturges espagnols du XVIIe siècle (es) (116)
- Dramaturges espagnols du XVIIIe siècle (es) (58)

### Théâtre moderne
- Fernando Arrabal
- Antonio Buero Vallejo
- Federico García Lorca
- Alfonso Sastre
- Écrivains espagnols du XXe siècle
- Dramaturges espagnols du XIXe siècle (es) (241)
- Dramaturges espagnols du XXe siècle (es) (365)
- Cafés-théâtres de Madrid (es) (de 1850 à aujourd'hui)

### Théâtre contemporain
- Écrivains espagnols du XXIe siècle
- Dramaturges espagnols du XXIe siècle (es) (145)
- Lluïsa Cunillé (es) (1961-)
- Victoria Szpunberg (ca) (Argentine, 1973-)
- Àngels Aymar, Marta Buchaca, Clàudia Cedó, Cristina Clemente, Daniela Fexias, Elisenda Guiu, Gemma Rodríguez, Mercè Sarrias, Marta Solé Bonay, Raquel Tomàs, Helena Tornero, Aina Tur, Ruth Vilar...

### Dramaturges
- Dramaturges espagnols
- Metteurs en scène espagnols

## Genres théâtraux spécifiques
- auto sacramental
- comedia
- zarzuela
- larra
- Pièces de théâtre espagnoles

## Salles et lieux de scène
- Le « corral de comedias », première forme d'espace théâtral en Espagne;

- Les salles de théâtre en Espagne sont nombreuses. Parmi les plus réputées :
  - Andalousie
    - Gran Teatro Falla, de Cadix
    - Teatro Lope de Vega, de Séville

  - Pays basque
    - Palacio Euskalduna, de Bilbao

  - Catalogne
    - Palau de la Música Catalana, de Barcelone
    - Teatre Principal, de Barcelone
    - Teatre Romea, de Barcelone

  - Galice
    - Théâtre principal de Pontevedra

  - Communauté de Madrid
    - Teatro Real, de Madrid
    - Teatro Apolo, de Madrid
    - Teatro Españo, de Madrid
    - Teatro Eslava, de Madrid

## Troupes et acteurs
- Écoles de théâtre en Espagne (es)
- Actrices espagnoles, Acteurs espagnols
  - María Guerrero
  - María Tubau
- Troupes de théâtre en Espagne
  - La Barraca
  - La Fura dels Baus

## Institutions
- Académie Espagnole des Arts Scéniques (es) (AAEE)
- École Régionale de Déclamation de La_Coruña (Galicie) (es)
- Centre de Documentation du Théâtre (es)
- Musée National du Théâtre (Espagne)
- Musée du Théâtre Espagnol des Auteurs Contemporains (es)

### Prix et récompenses
- Festivals de théâtre en Espagne (es)
- Prix National de Théâtre (Espagne) (es)
- Premio Internacional de teatro para autores nóveles "Agustín González"
- Premio Lope de Vega
- Premios Max
- Premios Mayte
- Premio Nacional de Teatro para la Infancia y la Juventud
- Premio Buero de Teatro
- Premio Nacional de Teatro Pepe Isbert
- Premio Nacional de Teatro Calderón de la Barca
- Premios Ercilla
- Premios Teatro de Rojas
- Premios Valle Inclán de Teatro